# Mietshausanlage Batteriestraße

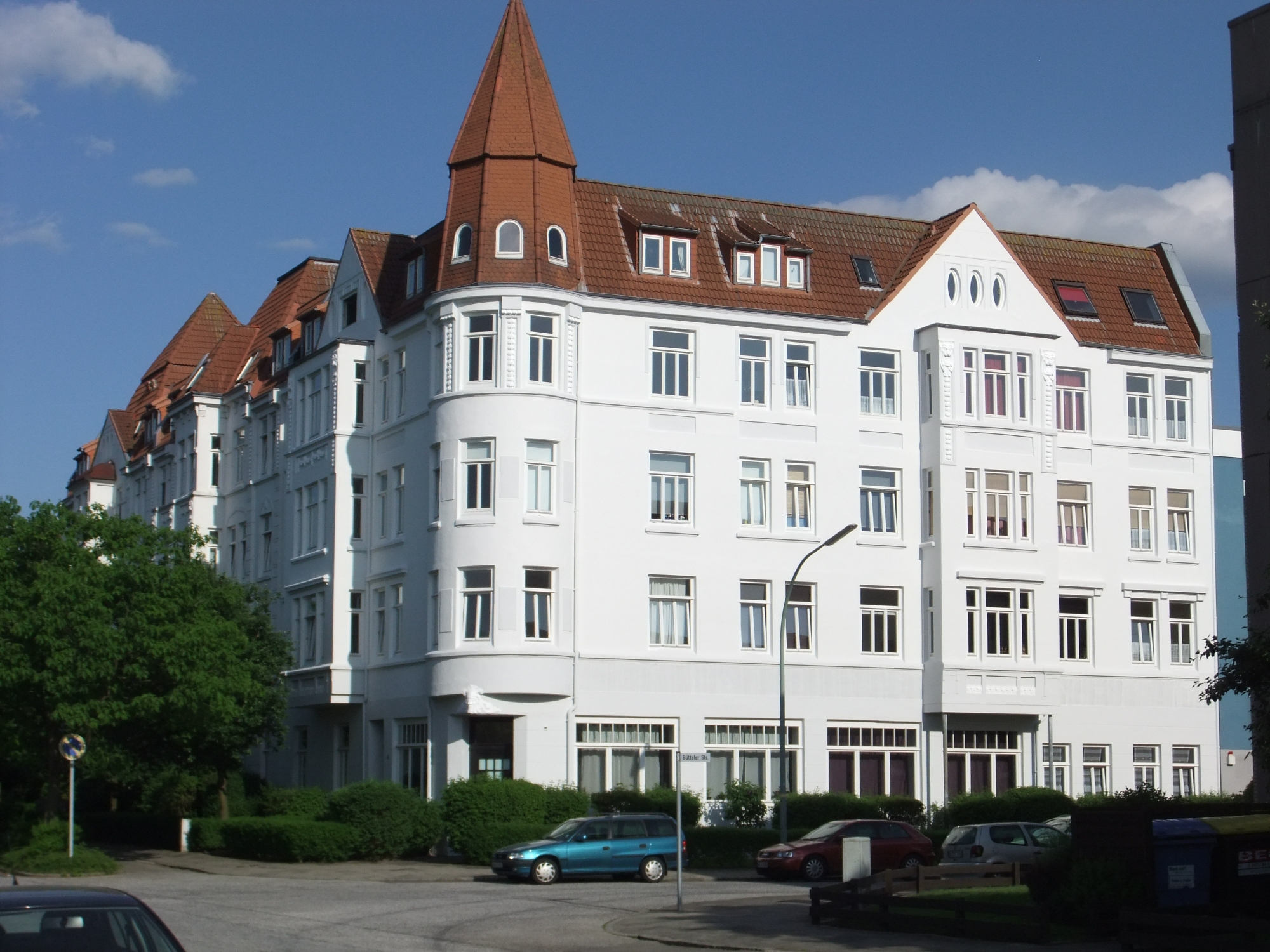
Mietshausanlage Batteriestraße

Die Mietshausanlage Batteriestraße in Bremerhaven-Lehe, Ortsteil Twischkamp, Batteriestraße 59, 61 und 63, entstand 1908 nach Plänen von Wilhelm Dardat aus Lehe.
Das Ensemble steht seit 1981 unter Bremer Denkmalschutz.

## Geschichte
Der Flecken Lehe vergrößerte sich um 1900 im Bereich Twischkamp (ein Kamp zwischen (twischen) den Feldern) nahe der Hafenstraße, der Rickmersstraße und den Kaiserhäfen.
Die viergeschossigen, verputzten Wohn- und Geschäftshäuser mit der betonten runden Eckausbildung an der Batteriestraße / Bütteler Straße durch ein Türmchen mit achteckigem Spitzdach sind die typischen Vertreter der Bauten dieser Zeit der Jahrhundertwende. Vier differenzierte Erker und drei Zwerchgiebel gehören zur Gestaltung der Häuser. Bauherr war der örtliche Bauunternehmer Reinhard Rebstock (1863–1955).
 
Der Architekt Dardat hat u. a. auch das denkmalgeschützte Wohnhaus Goethestraße Nr. 60 in Lehe entworfen.
Die Batteriestraße, im Osten eine Wohnstraße, hat ihren Namen von einer früheren Batterie der Küstenartillerie des Weserforts Brinkamahof von 1867 bzw. 1875, zu der sie führte.